# Petersen Automotive Museum
Petersen Automotive Museum — музей в Лос-Анджелесе.

## История
Основанный 11 июня 1994 года издателем журнала Робертом Э. Петерсеном и его женой Марджи, Автомобильный музей Петерсена стоимостью 40 миллионов долларов принадлежит и управляется Фондом автомобильного музея Петерсена. Первоначально музей располагался в Музее естественной истории округа Лос-Анджелес, а позже переехал в исторический универмаг, спроектированный Велтоном Бекетом. Открытое в 1962 году, здание сначала служило недолговечным американским филиалом универмагов Seibu, а затем с 1965 по 1986 год функционировало как универмаг Орбаха. Через шесть лет после закрытия Орбаха Роберт Петерсен выбрал это место, в основном без окон, как идеальное место для музея, позволяющее выставлять экспонаты без вредного воздействия прямых солнечных лучей.
В 2015 году музей претерпел масштабную реконструкцию стоимостью 125 миллионов долларов.[2] Фасад здания был переработан архитектурной фирмой Kohn Pedersen Fox и оснащен лентой из нержавеющей стали в сборе, изготовленной из 100 тонн стали 304-го типа 14 калибра в 308 секциях, 25 опор и 140 000 изготовленных на заказ винтов из нержавеющей стали.[3] Дизайнеры на Сценическом маршруте сконфигурировали внутренние пространства для размещения меняющихся экспонатов.[4] Реконструированный музей открылся для публики 7 декабря 2015 года. [5]
Музей до его реконструкции в 2015 году
Концепт Porsche Carrera GT в музее
Классический грузовик-монстр Boss Ampm, висящий на стене, на выставке в музее, перед ремонтом

## Коллекции
- Выставка драгоценных металлов, 2015
- В 25 галереях музея представлено более 100 автомобилей. Оставшаяся половина хранится в хранилище на цокольном этаже здания.[6] Для просмотра коллекции хранилища действуют возрастные ограничения и вступительный взнос.[7] Первый этаж посвящен автомобильному искусству, демонстрируя множество экстравагантных автомобилей. Второй этаж в основном посвящен промышленному проектированию, включая дизайн, производительность и коллекцию интерактивных учебных экспонатов. Специальные дисплеи на отраслевом уровне охватывают гонки, мотоциклы, хот-роды и обычаи. На третьем этаже рассказывается об истории автомобиля с акцентом на автомобильную культуру Южной Калифорнии.
- Некоторые из автомобилей, автомобильных памятных вещей и экспонатов включают:
- Обширная выставка Porsche (до января 2019 года), в том числе редкий Porsche 64 1939 года, один из двух существующих
- Уникальная выставка, посвященная истории японской автомобильной промышленности, на которой представлено множество автомобилей из японских коллекций
- Выставка детских гоночных автомобилей с приводом от двигателя
- НАСКАР Херби использовал во время съемок «Херби: Полностью заряженный» и ярко-розовую Honda S2000 Суки от 2 Fast 2 Furious.
- Молния Маккуин из мультфильмов Disney Pixar «Тачки и Тачки 2»
- 1967 Ford MKIII GT40
- 1956 Jaguar XKSS, ранее принадлежавший Стиву Маккуину,
- 2011 Ford Fiesta из спортзала Кена Блока 3
- 1992 Бэтмобиль из Бэтмена возвращается
- Ferrari 308 GTS Targa, используемая Томом Селлеком в Magnum, P.I. Для того, чтобы 6’4" Том Селлек мог удобно разместиться в Ferrari, им пришлось опустить сиденье водителя.
- Де Томазо Пантера, принадлежавший Элвису Пресли
- Машина времени Делореана из прошлого в будущее
- Плимут XNR, построенный гаражом Готэма на Car Masters: Ржавчина к богатству[8]

## Финансы
В апреле 2011 года музей получил подарок в размере 100 миллионов долларов от Марджи Петерсен и Фонда Марджи и Роберта Э. Петерсен, который включает наличные деньги и имущество, которое музей сдавал в аренду, а также многие транспортные средства, принадлежащие Петерсенам [9].

## В популярной культуре
9 марта 1997 года, после вечеринки в музее, Печально известный Б.И.Г. сел во внедорожник со своей свитой и проехал 50 ярдов (50 метров) на красный свет, где неизвестный нападавший убил его.
Универмаг Орбаха показан в длинной последовательности в фильме 1988 года «Миля чудес».
Музей разрушен потоком лавы в фильме «Вулкан» 1997 года.
В сцене из «Кто убил электромобиль?» предыдущий владелец General Motors EV1 посещает свой автомобиль в музее.
10 марта 2019 года Адам Каролла отпраздновал свое 10-летие в рамках своего подкаста «Шоу Адама Кароллы в музее».

## Рекомендации
1. Аллен, Честер (октябрь 2012). «Внутренняя линия». Рынок спортивных автомобилей. 24 (10): 16.
2. «Автомобильный Музей Петерсена Вновь Открывается После Реконструкции Стоимостью 125 Миллионов Долларов». Откройте для себя Лос-Анджелес. Откройте для себя Лос-Анджелес. Извлечено 6 мая 2016 года.
3. Вон, Марк (4 января 2016 года). «Анатомия преобразования». Автовик: 4.
4. Хоторн, Кристофер (3 декабря 2015 года). «Новый облик Автомобильного музея Петерсена передает радостно безвкусный внешний вид». «Лос-Анджелес таймс».
5. Гиллогли, Брэндан (7 декабря 2015 года). «Мы разбили Ламборджини в музее Петерсена». Горячий Стержень. Номер ISSN 0018-6031.
6. Флеминг, Чарльз (3 декабря 2015 года). «Автомобильный музей Петерсена вновь открывается с впечатляющей архитектурой, интерактивными экспонатами». «Лос-Анджелес таймс».
7. «Хранилище». Автомобильный музей Петерсена. Архивировано с оригинала 2013-03-17. Извлечено 2014-04-23.
8. «Гараж в Готэме „Автомобильные мастера: Ржавчина к богатству“». Автомобильный музей Петерсена.
9. Вон, Марк (26 апреля 2011). «Музей Петерсена получает подарок в размере 100 миллионов долларов от основателей». Автовик.